# Victoria Libertas Pallacanestro 2009-2010
Questa voce raccoglie le informazioni riguardanti la Victoria Libertas Pallacanestro nelle competizioni ufficiali della stagione 2009-2010.

## Stagione
La stagione 2009-2010 della Victoria Libertas Pallacanestro, sponsorizzata Scavolini-Spar, è la 51ª nel massimo campionato italiano di pallacanestro, la Serie A.
All'inizio della nuova stagione la Lega Basket decise di modificare il regolamento riguardo al numero di giocatori stranieri da schierare contemporaneamente in campo. Si potevano iscrivere a referto 6 giocatori stranieri di cui massimo 3 non appartenenti a Paesi appartenenti alla FIBA Europe.

## Roster
Aggiornato al 11 gennaio 2022.
| Scavolini Spar Pesaro 2009-10 | Scavolini Spar Pesaro 2009-10 |
| Giocatori                     | Staff tecnico                 |
| ----------------------------- | ----------------------------- |

| N. | Naz.                                       | Ruolo | Nome               | Anno | Alt.   | Peso   |  |
| -- | ------------------------------------------ | ----- | ------------------ | ---- | ------ | ------ |  |
| 4  | Stati Uniti (bandiera)                     | P     | Marques Green      | 1982 | 165 cm | 68 kg  |  |
| 5  | Serbia (bandiera) · Grecia (bandiera)      | AG    | Dušan Šakota       | 1986 | 210 cm | 98 kg  |  |
| 7  | Italia (bandiera)                          | PG    | Giovanni Tomassini | 1988 | 188 cm | 81 kg  |  |
| 9  | Belgio (bandiera)                          | P     | Sam Van Rossom     | 1986 | 188 cm | 82 kg  |  |
| 11 | Panama (bandiera)                          | GA    | Michael Hicks      | 1976 | 195 cm | 91 kg  |  |
| 14 | Italia (bandiera)                          | A     | Simone Flamini     | 1982 | 202 cm | 96 kg  |  |
| 16 | Albania (bandiera) · Italia (bandiera)     | AC    | Andrea Gjinaj      | 1986 | 205 cm | 102 kg |  |
| 19 | Italia (bandiera)                          | A     | Thomas Amici       | 1986 | 198 cm |        |  |
| 20 | Serbia (bandiera)                          | GA    | Branko Cvetković   | 1984 | 200 cm | 95 kg  |  |
| 23 | Slovenia (bandiera)                        | G     | Nebojša Joksimovič | 1981 | 193 cm | 82 kg  |  |
| 30 | Stati Uniti (bandiera) · Italia (bandiera) | C     | Casey Shaw         | 1975 | 208 cm | 110 kg |  |
| 31 | Stati Uniti (bandiera)                     | C     | Eric Williams      | 1984 | 206 cm | 128 kg |  |
| 32 | Italia (bandiera)                          | G     | Daniele Cinciarini | 1983 | 194 cm | 87 kg  |  |
| 41 | Stati Uniti (bandiera)                     | C     | Lance Allred       | 1981 | 211 cm | 120 kg |  |
| -  | Italia (bandiera)                          | G     | Filippo Bartolucci | 1991 | 188 cm |        |  |
| -  | Italia (bandiera)                          | G     | Leonardo Ciribeni  | 1992 | 190 cm |        |  |
| -  | Italia (bandiera)                          | P     | Matteo Longon      | 1989 |        |        |  |
| -  | Italia (bandiera)                          | PG    | Jacopo Tobaldi     | 1992 | 190 cm |        |  |
| -  | Italia (bandiera)                          | AG    | Lorenzo Tortu      | 1993 | 202 cm |        |  |

| Allenatore                                                                                     |
| - Luca Dalmonte                                                                                |
| Assistente/i                                                                                   |
| - Giacomo Baioni - Alberto D'Amato Legenda - (C) Capitano - (IN) Inattivo - Infortunato Roster |

## Mercato

### Sessione estiva
| Acquisti | Acquisti           | Acquisti                             | Acquisti          | Acquisti |
| R.       | Nome               | da                                   | Modalità          |          |
| -------- | ------------------ | ------------------------------------ | ----------------- | -------- |
| G        | Daniele Cinciarini | Scandone Avellino                    | definitivo        |          |
| C        | Lance Allred       | Nuova A.M.G. Sebastiani Basket Rieti | definitivo        |          |
| P        | Marques Green      | Fenerbahçe                           | definitivo        |          |
| AG       | Dušan Šakota       | Panathīnaïkos                        | definitivo        |          |
| A        | Simone Flamini     | Sutor Montegranaro                   | definitivo        |          |
| P        | Sam Van Rossom     | Olimpia Milano                       | riscatto prestito |          |

| Cessioni | Cessioni            | Cessioni       | Cessioni       | Cessioni |
| R.       | Nome                | a              | Modalità       |          |
| -------- | ------------------- | -------------- | -------------- | -------- |
| C        | Deji Akindele       | Free agent     | fine contratto |          |
| AG       | LeRoy Hurd          | Virtus Bologna | fine contratto |          |
| P        | Mike Nardi          | Pall. Pavia    | fine contratto |          |
| G        | Carlton Myers       | Crabs Rimini   | fine contratto |          |
| A        | Mindaugas Žukauskas | Šiauliai       | fine contratto |          |
| P        | Maximiliano Stanic  | Obradoiro      | fine contratto |          |
| G        | Ramel Curry         | Antalya BŞB    | fine contratto |          |
| P        | Andrea Giampaoli    | Anagni         | fine contratto |          |

### Dopo l'inizio della stagione
| Acquisti | Acquisti           | Acquisti     | Acquisti         | Acquisti   |
| R.       | Nome               | da           | Data             | Modalità   |
| -------- | ------------------ | ------------ | ---------------- | ---------- |
| C        | Eric Williams      | Free agent   | 5 novembre 2009  | definitivo |
| AP       | Branko Cvetković   | FMP Železnik | 27 novembre 2009 | definitivo |
| G        | Nebojša Joksimovič | Free agent   | 14 gennaio 2010  | definitivo |

| Cessioni | Cessioni     | Cessioni   | Cessioni        | Cessioni       |
| R.       | Nome         | a          | Data            | Modalità       |
| -------- | ------------ | ---------- | --------------- | -------------- |
| C        | Lance Allred | Free agent | 1 dicembre 2009 | fine contratto |